# Орселіна
Орселіна (італ. Orselina) — громада  в Швейцарії в кантоні Тічино, округ Локарно.

## Географія
Громада розташована на відстані близько 135 км на південний схід від Берна, 18 км на захід від Беллінцони.
Орселіна має площу 1,9 км², з яких на 27,8% дозволяється будівництво (житлове та будівництво доріг), 1,5% використовуються в сільськогосподарських цілях, 70,6% зайнято лісами, 0% не є продуктивними (річки, льодовики або гори).

## Демографія
2019 року в громаді мешкало 717 осіб (-5% порівняно з 2010 роком), іноземців було 19,4%. Густота населення становила 370 осіб/км².
За віковим діапазоном населення розподілялося таким чином: 7,9% — особи молодші 20 років, 51,7% — особи у віці 20—64 років, 40,3% — особи у віці 65 років та старші. Було 395 помешкань (у середньому 1,7 особи в помешканні).
Із загальної кількості 497 працюючих 0 було зайнятих в первинному секторі, 25 — в обробній промисловості, 472 — в галузі послуг.